# Бинг Крозби
 Тази статия е за Бинг Крозби.  За името „Бинг“ вижте Бинг (пояснение).  
Бинг Крозби (на английски: Harry Lillis „Bing“ Crosby) е американски актьор и певец с дългогодишна кариера. Практически той може да се счита за основател на популярната музика в Америка.

## Биография
На 8 ноември 1937 г., след едно предаване на радиотеатъра Lux Radio Theatre с участието на Кросби, артистката Джоан Блондел (Joan Blondell) го пита откъде е дошъл прякорът му Бинг. Той разказва, че като дете обичал да играе на Стражари и апаши, носел два дървени пистолета и непрекъснато стрелял: Бинг!, Бинг! Така си бил спечелил прякора.
Докато учи в университета Гонзага, участва в студентски състави. Към края на 1920-те години успява да изработи самостоятелен стил на пеене. Достига върха на кариерата си през 1940-те – 1950-те години. През 1953 година публикува автобиографична книга със заглавие „Наречете ме щастливец“. До ерата на рокендрола той е най-популярният и най-продаван изпълнител, а също така един от малкото с 3 звезди на алеята на слвата в Холивуд. Носител е на Грами и на Оскар за най-добра мъжка роля. Умира от сърдечен удар по време на игра на голф.
Многомедийна звезда, от 1934 до 1954 г. е на първо място по музикални продажби, радио рейтинги, и приходи от игрални филми. Неговата ранна кариера съвпада с иновации в техническото аудиоинженерство; така той успява да развие отпуснат, дискретен стил на пеене, който е модел за много от мъжете певци след него, включително Пери Комо, Франк Синатра и Дийн Мартин. Списание Янк признава, че Крозби е човекът с най-голям принос за военния дух на американските войници във Втората световна война. Освен това, около 1948 г., американските анкети го определят за „най-тачения жив мъж“, с преднина пред Джаки Робинсън и папа Пий XII. Също така през 1948 г. Мюзик Дайджест прави оценка, че записите на Крозби покриват повече от половината от 80 000-те седмични часове, назначени за записана радио музика.
Крозби е влиятелна сила върху развитието на следвоенната звукозаписна индустрия. По това време работи за Ен Би Си и иска да записва предаванията си; повечето телекомуникационни мрежи обаче не му разрешават това. Това е така, защото качеството на записите не е толкова добро, сравнено с продукцията на живо. По времето, когато е в Европа, Крозби е съвременник на лентовите записи, по които фондацията Крозби Рисърч Фаундейшън прави много патенти. Компанията също така развива екипировка и звукозаписни техники като наслояването със смях, които все още се използват. През 1947 г. инвестира 50 000 долара в компанията Ампекс, която изгражда първата комерсиална магнетофонна ролка в Северна Америка. Напуска Ен Би Си, за да отиде в Ей Би Си, тъй като Ен Би Си не проявяват интерес към звукозаписа по това време. Това се оказва благотворно, тъй като Ей-Би-Си го приема добре, както и идеите му. Крозби е един от първите изпълнители, които предварително записват радио предаванията си, и става майстор на комерсиалните записи, превръщайки ги в магнитна лента. Той дава едно от първите записващи устройства Ампекс Модел 200 на своя приятел Лес Пол, което води по пряк път до създаването на многопистовия запис, изобретен от Пол. Заедно с Франк Синатра, Крозби е един от най-големите крепители на прочутия студиен комплекс Юнайтед Уестърн Рекордърс в Лос Анджелис.
По време на „Златния век на радиото“, изпълнители често трябвало да пресъздадат предаванията от ефира за втори път, тъй като Западното крайбрежие е с голяма часова разлика. Чрез посредничеството на записа, Крозби конструира собствени радиопрограми със същите режисьорски инструменти и занаяти (редактиране, повторни кадри, прослушване, промяна във времето), които се използват в продукцията на игралните филми. Това се превръща в стандарт в индустрията.
Крозби спечелва награда Оскар за най-добра мъжка роля за филма Going My Way, където играе отец Чък О'Мейли, и е номиниран за продължението на ролята в The Bells of St. Mary's с Ингрид Бергман през идната година. Така става първият актьор (от общо 4), номиниран два пъти за един и същи герой. През 1963 г. Крозби получава първата Награда за световно постижение на Грами. Той е един от общо 23 души, които имат три звезди на Холивудската алея на славата (една звезда за игрални филми, за радио, и аудио записи).

## Избрана филмография
| Година | Филм                       | Оригинално заглавие        | Роля            | Режисьор      |
| ------ | -------------------------- | -------------------------- | --------------- | ------------- |
| 1945   | Камбаните на „Света Мария“ | The Bells of St. Mary's    | отец Чък О'Мали | Лео Маккери   |
| 1952   | Най-великото шоу на света  | The Greatest Show on Earth | себе си         | Сесил Демил   |
| 1954   | Провинциалистката          | The Country Girl           | Франк Елгин     | Джордж Сийтън |
| 1956   | Висше общество             | High Society               | Декстър Хейвън  | Чарлз Уолтърс |
| 1959   | Кажете за мен              | Say One For Me             | отец Конрой     | Франк Ташлин  |